# Тоа Алта (Порторико)
Тоа Алта (шп. Toa Alta) је општина у америчкој острвској територији Порторико, острвској држави Кариба.

## Демографија
По попису из 2010. године број становника је 74.066, што је 10.137 (15,9%) становника више него 2000. године.
| Група             | 2000.          | 2010.          |
| Белци             | 375 (0,6%)     | 362 (0,5%)     |
| Афроамериканци    | 3.957 (6,2%)   | 7.133 (9,6%)   |
| Азијати           | 117 (0,2%)     | 94 (0,1%)      |
| Хиспаноамериканци | 63.418 (99,2%) | 73.566 (99,3%) |
| Укупно            | 63.929         | 74.066         |